# 5080 Oja
5080 Oja (1976 EB) là một tiểu hành tinh vành đai chính được phát hiện ngày 2 tháng 3 năm 1976 bởi C.-I. Lagerkvist ở Kvistaberg.